# パーフェクト ワールド -完美世界-
『パーフェクトワールド-完美世界-』（パーフェクトワールド-かんびせかい-）は、中国のパーフェクト・ワールドが開発した3DMMORPG。中国・日本・台湾・ベトナム・フィリピンで運営されている。日本でのサービスはC&Cメディアが運営する。2007年4月9日より正式サービスが開始され、2025年2月20日のサービス終了が発表された。アイテム課金方式が採用されている。

## 特徴
美麗なグラフィックと高い自由度が特徴。特にキャラクターメイキングでは100個を超えるパラメーターを調整できるため、自分好みの個性豊かなキャラクターを作ることも可能。
基本的にはモンスターとの戦闘を行うことでキャラクターを成長させるレベル方式の、MMORPGとしては比較的スタンダードな仕様である。
神々が作り上げた世界が舞台で、人間・妖族・エルフ・海龍族・神霊族、2015年からは朧族が加わり6種族のキャラクター達が同じ世界で行動している。ジャンプや飛行などのシステムがあるため、3次元空間内を自由に移動できる。またマップはダンジョン、小世界への移動のみ読み込みで、ワールドは完全シームレスである。
アイテム課金方式なので、基本的に無料でプレイすることができるが、ファッションアイテムなどの贅沢系アイテムのみを課金で販売しているような他MMORPGに比べると、課金アイテムの比重が比較的大きい。また、対人コンテンツを遊ぶ場合は、どちらかというとかなりコイン（課金含む）を所有するプレイヤー向け。

## 種族

### 人間
人間の職業には、武器を使って攻撃する「戦士」と、魔法で攻撃する「魔道師」、機関を用いた戦闘が得意な「機工士」がある。
戦士
あらゆる武器に精通し、防御の術を得意とする。力と速さを重ね備え、近距離で敵に大きなダメージを与え、素早い動きで敵の攻撃をかわすことを得意としている。
魔導師
長い幻想と瞑想の中、ありとあらゆる魔法を極めた魔導師。攻撃魔法を得意とし、水、火、土の自然奥義を操る。しかし魔導師は体力が弱いため、接近戦に弱い側面を持っている。
機工士
機関を用いた戦闘が得意。基本は遠距離攻撃だが、機関を用いた範囲トラップも扱うことができる。

### エルフ
エルフは生まれたときから翼を持っているため、最初から空を自由に飛び回ることができる。
精霊師
治療術、呪いの術など神秘的な力を持ち、風、雷、電の奥義を操る。魔道師と同じく体力が弱く、接近戦は得意ではない。
弓使い
弓矢の扱いに優れ、遠距離の武器を得意とする。
騎士
剣と盾を用いた戦闘が得意。

### 妖族
妖族の職業は性別によって決まっており、男性は「妖獣」、女性は「妖精」しか選べない。
妖獣
トラ、ライオン、オオカミ、パンダの頭部を持った亜人類。男性のみである。
いくつもの生死の苦しみを経験し、消えることない意志をもつ妖獣は、爆発的な攻撃力を持ち、獣に変身することができる。
妖精
外見は愛らしく、皆を惹きつける天性の魅力を持っている。女性のみである。
妖精は大陸にいるほとんどの動物たちを自分のペットにすることができる「テイミング」が行える唯一の種族である。
妖狐に変身することで攻撃力と物理防御力が大幅にアップし、強力な物理攻撃スキルと法術を使えるようになる。

### 海龍族
禁忌の海に潜む忘れられた種族
暗殺師
暗殺師は一撃必殺を得意とした、海龍族の戦士。レベルが上昇することで、クリティカルで与えるダメージが飛躍的に上昇する。ハイドスキルや、一瞬で距離を詰めるスキルなどを所持しており、戦闘のバリエーションも豊富である。
魂術師
“海の魔術師・精霊師”ともいえる存在。攻撃魔法・回復魔法・支援魔法・状態異常魔法等を巧みに操る事が出来る魔法のスペシャリスト。相手の能力を利用して反撃をすることも可能なため、オールラウンドな活躍が期待される。

### 神霊族
神の子の末裔。
剣士
剣士は、剣術と法術のどちらも修練してきた勇士。
主に近接攻撃がメインとなるが、相手に特殊なマイナス効果を与える動きもある。
また、自身の気を高め戦闘能力を強化する、ステータス向上スキルも所持している。
スキルの使用によりコンビネーションアタックなどのプレイが可能で、パーティや戦況に応じて戦闘スタイルを柔軟に変えることができる。
召喚師
召喚師は、契約を結んだ強力な攻撃力や防御力を持つ古代獣や、さまざまな状態異常を引き起こす植物などを戦闘に使役することができる。中でも古代獣の召喚は、戦闘が妖精と並び楽で人気があり、召喚師をプレイするユーザーのほとんどが召喚獣+本体の攻撃という戦法をとっているため、植物を召喚しているユーザーは滅多に見られない。また、不思議な治癒力をもっており、仲間へのサポートもこなせる。

### 朧族
死神族と、七殺盟、仙侠島の民との間に生まれた種族。
「朧化」という共通のスキルがあり、使用すると1次的に本来の姿に戻り、能力を向上させる。
夜影
朧刀を用いた近接戦闘が得意。多彩な攻撃スキルと補助スキルを持つが、遠距離戦闘は苦手。
月仙
攻撃魔法と多彩な補助魔法を操る。

## ゲームシステム

### 飛行
3D空間を活かしたシステムで、プレイヤーは空中を自由に飛行することができる。
飛行するには『飛行アイテム』が必要となるが、種族によりアイテムの種類は異なる。エルフは背中にある翼で飛ぶため、唯一最初から飛べる種族である。人間は武器の形をした飛行具、妖族は飛行妖獣に乗って飛べるが、レベルが30以上にならないと飛行アイテムが得られない。ただし、一部の課金飛行アイテムによりレベル20前後より飛行可能。

### 対人戦
レベルが30以上になると、いつでも「PKモード」に切り替えることができる。PKモードにするとどこでも対人戦を楽しめるが、10時間継続すること、負けると武器以外の装備品を落としたりするなど、ハイリスクハイリターンである。このためフィールドでPKモードにしているプレイヤーは1割にも満たない。またプレイヤーはレアアイテム発掘のため、こぞってダンジョンに潜っており、フィールドは過疎化している。今となっては対人戦を楽しむことができるのは下記の領土戦にほぼ限られたといってもよい。

### 領土戦
大陸内の44地域の支配権をめぐって、ギルド同士で争うシステム。事前に決められた時間内に宣戦する必要がある。金・土・日曜日の10時・15時・21時（日本時間：ただし金曜日は21時のみ）以降の指定された時間に開始され、最大3時間で終了する。
領土戦で勝利し領土を得たギルドには、税収などの様々なメリットがある。
このメリットのためか自領土が宣戦を受けると、サブギルド（中身はメインギルド）による宣戦の自演を行うことにより領土を失う可能性をゼロに出来るなど、システム上の問題もある。

## 課金システム
ゲーム内で課金専用アイテムを購入できる。購入には「パーフェクトワールドアイテムチケット」（WT）が必要。
課金専用アイテムには「飛行アイテム」「騎乗アイテム」「ファッションアイテム」「鉱物・材料」「花火」、レアアイテムを得られる「くじ」や、「結婚」システムで必須なアイテムなどがある。